# Guéorgui Atanassov (compositeur)
Pour les articles homonymes, voir Atanassov.
Guéorgui Atanassov, né le 6 mai 1882 à Plovdiv et mort le 17 novembre 1931 à Fasano del Garda, une frazione de la commune de Gardone Riviera, est un compositeur bulgare. Il a composé des sonates et des concertos pour violon et pour piano.